# Don Boscocollege Zwijnaarde
Het Don Boscocollege Zwijnaarde of DBZ is een katholieke school, gelegen in Zwijnaarde, een deelgemeente van de Belgische stad Gent. De school biedt algemeen secundair onderwijs (ASO) aan. De school werd in 1962 gesticht, als een afsplitsing van Don Bosco Sint-Denijs-Westrem, waar nu nog steeds de school voor wetenschap en techniek en het internaat gehuisvest zijn. Ze telt ongeveer 1750 leerlingen. De Salesianen van Don Bosco, meer bepaald het Onderwijscentrum Don Bosco in Oud-Heverlee, zijn de inrichtende macht van deze Don Bosco-school. Sinds 2006 zijn er geen Salesianen meer op DBZ. Tot 1993 was deze school uitsluitend voor jongens.
De scholencampus van 4,8 ha ligt aan de rand van het stadscentrum, aan de N60, net ten zuiden van de snelweg A10/E40 en de Gentse Ringvaart. De gebouwen werden in de jaren 1960 door architect Adrien Bressers opgetrokken in een functioneel modernistische stijl, zonder veel decoratie; later werden ze in gelijkende stijl uitgebreid. Ten noorden van de campus bevinden zich Don Bosco Sint-Denijs-Westrem en het internaat van beide scholen.

## Bekende alumni
- Tiesj Benoot
- Viktor Boone
- Jolien Boumkwo
- Johan de Boose
- Kevin De Bruyne
- Wim De Craene
- Kenny De Ketele
- Koen De Poorter
- Klaas De Rock
- Wim De Wulf
- Jurgen Delnaet
- Govert Deploige
- Jolien D'Hoore
- Matthias Diependaele
- Frank Duboccage
- Johan Heldenbergh
- Jente Hauttekeete
- Frank Leys
- Jasper Maekelberg
- Jesse Martens
- Born Meirlaen
- Jan Roegiers
- Matisse Samoise
- Frederik Sioen
- Tomas van den Spiegel
- Thomas Van der Plaetsen
- Karel Van Eetvelt
- Daan Van Gijseghem
- Brecht Vanmeirhaeghe
- Vincent Van Peteghem
- Ewoud Vromant
- Wouter Weylandt